# رامون دی مورایس موتا
رامون دی مورایس موتا (به پرتغالی: Ramon de Moraes Motta) مدافع اهل برزیل است که در شهر Cachoeiro do Itapemirim و در تاریخ ۶ مهٔ ۱۹۸۸ به دنیا آمده‌است.
رامون دی مورایس موتا در تیم‌های فوتبال باشگاه ورزشی اینترناسیونال سابقهٔ حضور دارد.